# Halysidota meta
Halysidota meta là một loài bướm đêm thuộc phân họ Arctiinae, họ Erebidae.